# Ленинское сельское поселение (Александро-Невский район)
Ленинское сельское поселение — упразднённое муниципальное образование (сельское поселение) в Александро-Невском районе Рязанской области.
Административный центр — село Ленино.

## История
Ленинское сельское поселение образовано в 2006 г.
Законом Рязанской области от 11 мая 2017 года № 25-ОЗ, были преобразованы, путём их объединения, Ленинское и Борисовское сельские поселения — в Борисовское сельское поселение с административным центром в деревне Борисовка.

## Население
| 2010 | 2012 | 2013 | 2014 | 2015 | 2016 | 2017 |
| ---- | ---- | ---- | ---- | ---- | ---- | ---- |
| 687  | ↘676 | ↗681 | ↗684 | ↘667 | ↘657 | ↗658 |

## Состав сельского поселения
| № | Населённый пункт | Тип населённого пункта       | Население |
| - | ---------------- | ---------------------------- | --------- |
| 1 | Аннинка          | деревня                      | ↘18       |
| 2 | Аннино           | посёлок                      | ↘13       |
| 3 | Константиновка   | деревня                      | ↘15       |
| 4 | Ленино           | село, административный центр | ↘496      |
| 5 | Нива             | посёлок                      | →0        |
| 6 | Свистовка        | деревня                      | ↘0        |